# 安大略405號省道
安大略405號省道（英語：Ontario Highway 405），正式名稱為國王405號公路（King's Highway 405），又稱布洛克將軍園林公路（General Brock Parkway），是加拿大安大略省一條東西向400系列高速公路，西端在尼亞加拉區濱湖尼亞加拉鎮西南部與伊利沙伯皇后道（QEW）交匯，東端則在該鎮東南部的昆士頓村駁上劉易斯頓-昆士頓橋跨越尼亞加拉河（即美加邊境），在紐約州劉易斯頓與190號州際公路接駁。

## 走線
405號公路的主要用途是透過劉易斯頓-昆士頓橋連接QEW和190號州際公路，沿途慢慢登上尼亞加拉懸崖，在史丹利大道（Stanley Avenue）以東達致沿線最高點。公路沿途主要經過森林，而沿線主要聚落只得昆士頓村。
405號公路西端在濱湖尼亞加拉西南部從QEW分支，往東延約1.5公里，之後稍往東南拐。來回方向行車線在西端以寬闊的草坪分隔，草坪之後逐漸收窄至15（49英尺）濶，其後短暫進入尼亞加拉瀑布城境内並與史丹利大道（尼亞加拉區102號區道）交匯。這是405號公路沿途唯一一個交匯處；從此處起東行交通必須跨越劉易斯頓-昆士頓橋前往美國。公路在史丹利大道以西改以護欄分隔並擴濶至五線行車（三線東行、雙線西行），以配合排隊過關的貨車車龍，重回濱湖尼亞加拉鎮界之内後從北端掠過尼亞加拉水力發電站的儲水池再抵達加拿大的邊檢關卡，跨越尼亞加拉園林路後駁上劉易斯頓-昆士頓橋。405號省道編號在美加邊境結束；在此以東的路段隸屬190號州際公路。

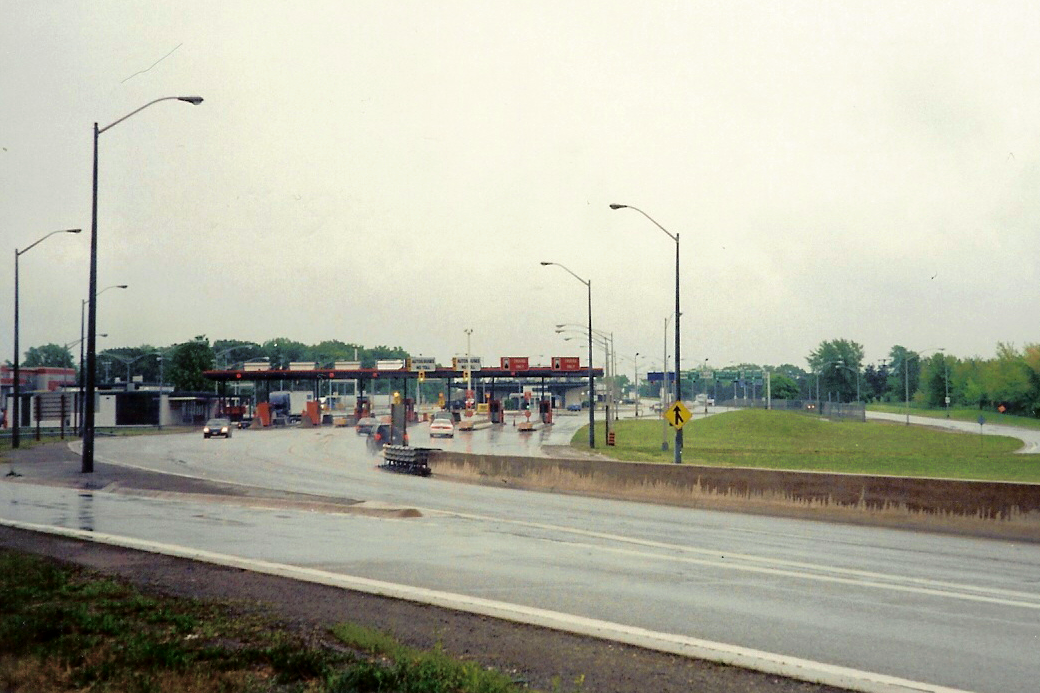
位於405號公路東端的加拿大邊檢關卡

## 歷史
1930年代，時任安省公路廳長麥奎斯頓（Thomas McQuesten）構想在南安大略興建一系列雙程分隔公路來連接安省和紐約州，而現時的405號公路正屬其中一環。從多倫多經咸美頓通往美加邊境的QEW早於1942年取道尼亞加拉瀑布城過境，但該公路當年尚未全線達致高速公路資格，405號公路因此成為首條連接安省和紐約州的高速公路。405號公路和劉易斯頓-昆士頓橋的規劃工序同於1958年展開，並於1960年動工。大橋率先於1962年11月1日通車，而405號公路則於1963年8月完成，並於同年9月11日正式對外開放，而史丹利大道交匯處則於1969年落成啓用。
當局於2004年改建公路的東端以便貨車排隊過關：工程包括從史丹利大道交匯處起增設一條東行線，以及逐步拆除尼亞加拉園林路交匯處。公路並於2006年10月13日正式命名為“布洛克將軍園林公路”（General Brock Parkway），以紀念在1812年戰爭昆士頓高地戰役中陣亡的英軍將領艾薩克·布洛克。

## 出口列表
下列為405號公路沿線的出入口，排序從西至東。此公路全線坐落尼亞加拉區境内，沿線出口不設編號。
| 城鎮                                                            | 公里 | 目的地                                                               | 附註                      |
| --------------------------------------------------------------- | ---- | -------------------------------------------------------------------- | ------------------------- |
| 濱湖尼亞加拉                                                    | 0.0  | 伊利沙伯皇后道 – 圣凯瑟琳斯、多倫多                                  | 西行出口及東行入口        |
| 尼亞加拉瀑布城                                                  | 5.5  | 尼亞加拉區61號區道（鎮線道 / ） 尼亞加拉區102號區道（史丹利大道 / ） | 加拿大境内最後一個出口    |
| 濱湖尼亞加拉                                                    |      | 尼亞加拉園林路                                                       | 交匯處於2006年12月4日關閉 |
|                                                                 | 8.7  | 美加邊境                                                             |                           |
| 經劉易斯頓-昆士頓橋跨越尼亞加拉河駁上 · 190號州際公路通往水牛城 |      |                                                                      |                           |

## 外部連結
- 405號公路走線（谷歌地圖） （页面存档备份，存于）